# Salvatore Sirigu
Salvatore Sirigu (Nuoro, 12 de gener de 1987) és un jugador de futbol italià. Actualment juga de porter al Palermo FC.

## Biografia

### Primers anys
Nascut a Nuoro, a l'illa de Sardenya, Sirigu va començar la seva carrera esportiva jugant a les categories inferiors del Venezia. El 2005, no obstant, va fitxar pel Palermo, i va debutar amb el primer equip en un partit de Copa de la temporada 2006-07 contra la Sampdoria. Poc després també disputaria un partit de la Copa de la UEFA contra el Fenerbahçe SK.
La temporada següent, Sirigu va ser cedit al US Cremonese, equip de la tercera divisió italiana, on el jugador sard va poder esdevenir el primer porter. La cessió es va oficialitzar el 12 de juliol de 2007, i l'objectiu del Palerm era que pogués agafar experiència professional.
Posteriorment, de cara a la temporada 2008–09, tornaria a ser cedir, aquest cop a l'Ancona de la Serie B, però només va poder disputar 15 partits amb aquest equip, ja que els entrenadors del conjunt italià Francesco Monaco, primer, i Sandro Salvioni, després, van preferir atorgar la titularitat al porter brasiler Da Costa.

### Palermo
Finalment, la temporada 2009-10, Sirigu va tornar al Palermo per ser-ne el segon porter, per darrere del nou fitxatge de l'equip Rubinho. Després d'un seguit d'actuacions irregulars del porter titular, l'entrenador de l'equip, Walter Zenga, exporter reconegut per la seva habilitat sota pals quan estava en actiu, va decidir cedir la titularitat al jugador sard a partir de la sisena jornada de lliga. D'aquesta manera, Sirigu va debutar a la Serie A el 27 de setembre de 2009. El partit, que enfrontava al Palermo amb la Lazio a Roma, va acabar amb empat a 1 gol. Sirigu, a més a més, va ser nomenat millor jugador del partit per la seva brillant actuació salvant gols cantats. El següent partit de lliga, en què Sirigu va tornar a ser titular, va aconseguir mantenir la seva porteria imbatuda en la victòria del seu equip contra la Juventus FC per 2-0. A partir de llavors, Sirigu ja no va tornar a perdre la plaça, fet que va provocar que el Palermo cedís a Rubinho a l'Livorno al gener següent.
Gràcies al seu joc, el 21 d'octubre de 2009 el Palermo va anunciar l'acord que havia arribat amb Sirigu per allargar el seu contracte fins al juny de 2014.

### Paris Saint-Germain
El 28 de juliol de 2011, Sirigu va signar un contracte amb el Paris Saint-Germain en ser traspassat al conjunt francès per un total de 3,5 milions d'euros. L'agost, durant el seu primer més a l'equip, el porter va ser nomenat tercer millor jugador del conjunt per part de l'afició, només per darrere de Javier Pastore i Kévin Gameiro, indicador de la ràpida adaptació del jugador sard. Sirigu va guanyar ben aviat el duel a Nicolas Douchez per convertir-se en el porter titular del PSG, a més de ser un dels preferits de l'afició: el seu nom sovint era cantat pels seguidors durant els partits disputats a París. El 27 de gener de 2013 Sirigu va superar el rècord d'imbatibilitat a la Ligue 1 de Bernard Lama, deixant el nou límit en 697 minuts.
El 2 d'agost de 2014 el PSG va guanyar la Supercopa francesa al vèncer l'equip parisenc al Guingamp per 2-0 a l'Estadi dels Treballadors de Pequín, on Sirigu va aturar un penal llençat per Mustapha Yatabaré als 32 minuts. El 10 de setembre de 2014 el PSG va anunciar que havia ampliat el contracte del porter sard fins al 2018.

## Internacional

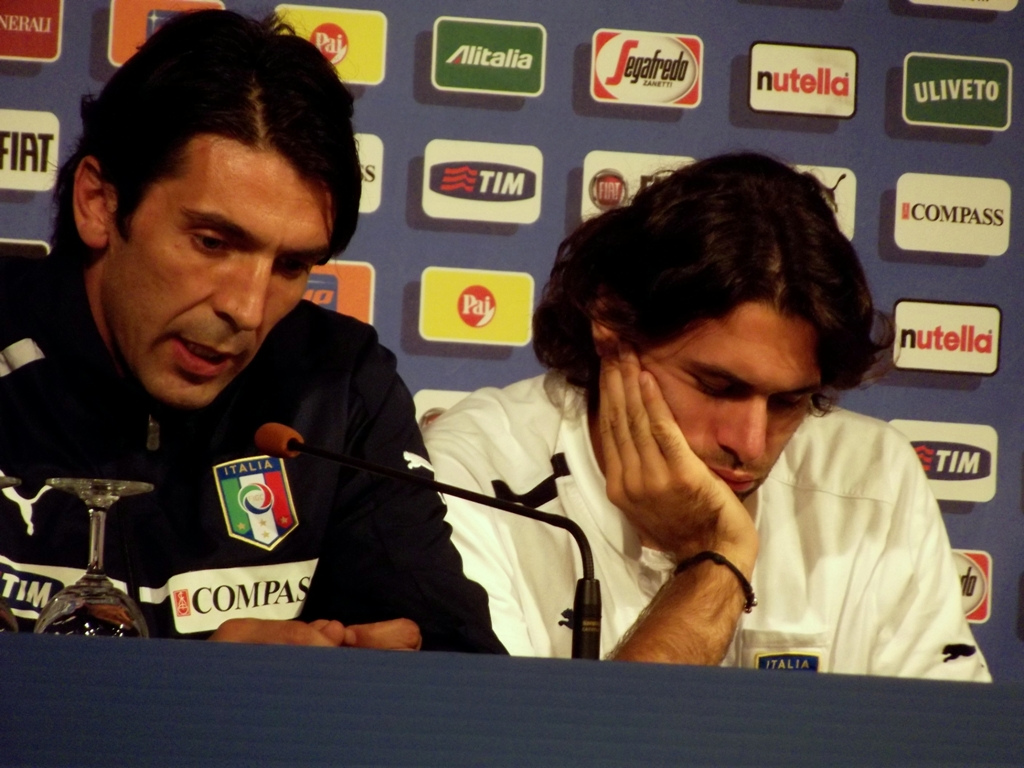
Gianluigi Buffon i Sirigu en una roda de premsa durant l'Eurocopa 2012

El 21 d'agost de 2007 va debutar amb la selecció italiana sub-21 en un amistós contra la selecció francesa. Abans d'això, ja havia jugat amb els equips sub-18 i sub-19, agafant experiència a nivell internacional.
El 28 de febrer de 2010 va ser convocat per primera vegada amb la selecció absoluta per disputar un partit contra Camerun a l'Estadi Lluís II de Mònaco, però no va arribar a jugar. També va estar a la llista de 28 homes provisional de Lippi per disputar la Copa del Món de Sud-àfrica, però finalment no va accedir la convocatòria de 23 jugadors.
Quan Cesare Prandelli va fer-se càrrec de l'equip, Sirigu va entrar en la seva primera convocatòria per disputar un amistós contra Costa d'Ivori. El seu debut internacional es va produir en aquell partit, que els italians van perdre per 1-0, disputat el 10 d'agost de 2010. El 3 de setembre següent, en el seu segon partit, va disputar el seu primer enfrontament oficial, en la victòria per 1-2 contra Estònia de la fase de classificació per a l'Eurocopa 2012. Finalment sera seleccionat com a tercer porter per aquesta competició, per darrere de Gianluigi Buffon i Morgan De Sanctis.
De cara a la Copa Confederacions 2013, Sirigu va ser convocat com a segon porter del conjunt italià només per darrere de Buffon. Poc abans del torneig, el 30 de maig, va aconseguir acabar un partit imbatut per primer cop amb Itàlia, en la victòria per 4-0 contra San Marino disputat a Bolonya.
Sirigu va ser seleccionat per Prandelli com a segon porter de la selecció de cara a la Copa del Món de 2014. Tot i així, Buffon es va lesionar en un entrenament poc abans del torneig, motiu pel qual Sirigu va disputar el primer partit de la fase de grups, que enfrontava als italians amb Anglaterra. El partit, disputat a Manaus el 14 de juny, va acabar amb victòria italiana per 2-1. Buffon va recuperar-se i va jugar els darrers dos partits, després dels quals Itàlia va quedar eliminada.

## Palmarès
Paris Saint-Germain
- Ligue 1: 2012–13, 2013–14, 2014–15, 2015–16
- Trophée des Champions: 2013, 2014, 2015, 2016
- Coupe de la Ligue: 2013-14, 2014-15, 2015-16
- Coupe de France: 2014-15, 2015-16

Itàlia
- Campionat d'Europa de futbol: Or (2020), Plata (2012)
- Copa Confederacions: Bronze (2013)
- Lliga de les Nacions de la UEFA: Bronze (2020-21)

Individual
- Membre de l'11 de l'any de la Ligue 1 (2): 2012–13, 2013–14
- Millor porter de l'any de la Ligue 1 (2): 2012-13, 2013–14